# North American X-10
Le North American X-10 (aussi appelé Model RTV-A-5) est un démonstrateur technologique sans pilote conçu dans les années 1950 en vue de maîtriser les techniques de pointe nécessaires à la mise en service des premiers  missiles de croisière américains, dans ce but l'USAF mène en parallèle les programmes X-10 et X-9.

## Développement
En 1951, dans le cadre de la conception du missile de croisière SM-64 Navaho, North American développe le projet RTV-A-5, appelé programme X-10  par l'USAF. Le but de l'appareil est de tester en vol et de valider les solutions aérodynamiques et techniques retenues lors de la conception du Navaho. Des recherches sont menées sur les systèmes de navigation inertielle, les commandes de vol et les caractéristiques aérodynamique à vitesse bi-sonique ainsi que sur un système de récupération permettant aux appareils d'essais de regagner le sol sans trop de dommages afin d'être étudiés ultérieurement par les ingénieurs du programme. Les études préliminaires s'achèvent en février 1951 et le premier appareil est livré à la base Edwards en mai 1953. Le premier vol est effectué le 14 octobre 1953,.
Le X-10 est équipé d'un train d'atterrissage tricycle et propulsé par deux turboréacteurs Westinghouse J40-WE-1 dotés de postcombustion. La configuration retenue, aile delta et plan canard, est très efficace à vitesses transsoniques et supersoniques mais elle est aussi très instable ce qui obligea les ingénieurs à développer des commandes de vol électriques afin de le rendre contrôlable. Le X-10 est ainsi l'un des tout premiers appareils dotés d'un calculateur numérique commandant les gouvernes, il est aussi l'un des premiers à utiliser une centrale à inertie (modèle N-6) pour le diriger de manière automatisée.

## Historique

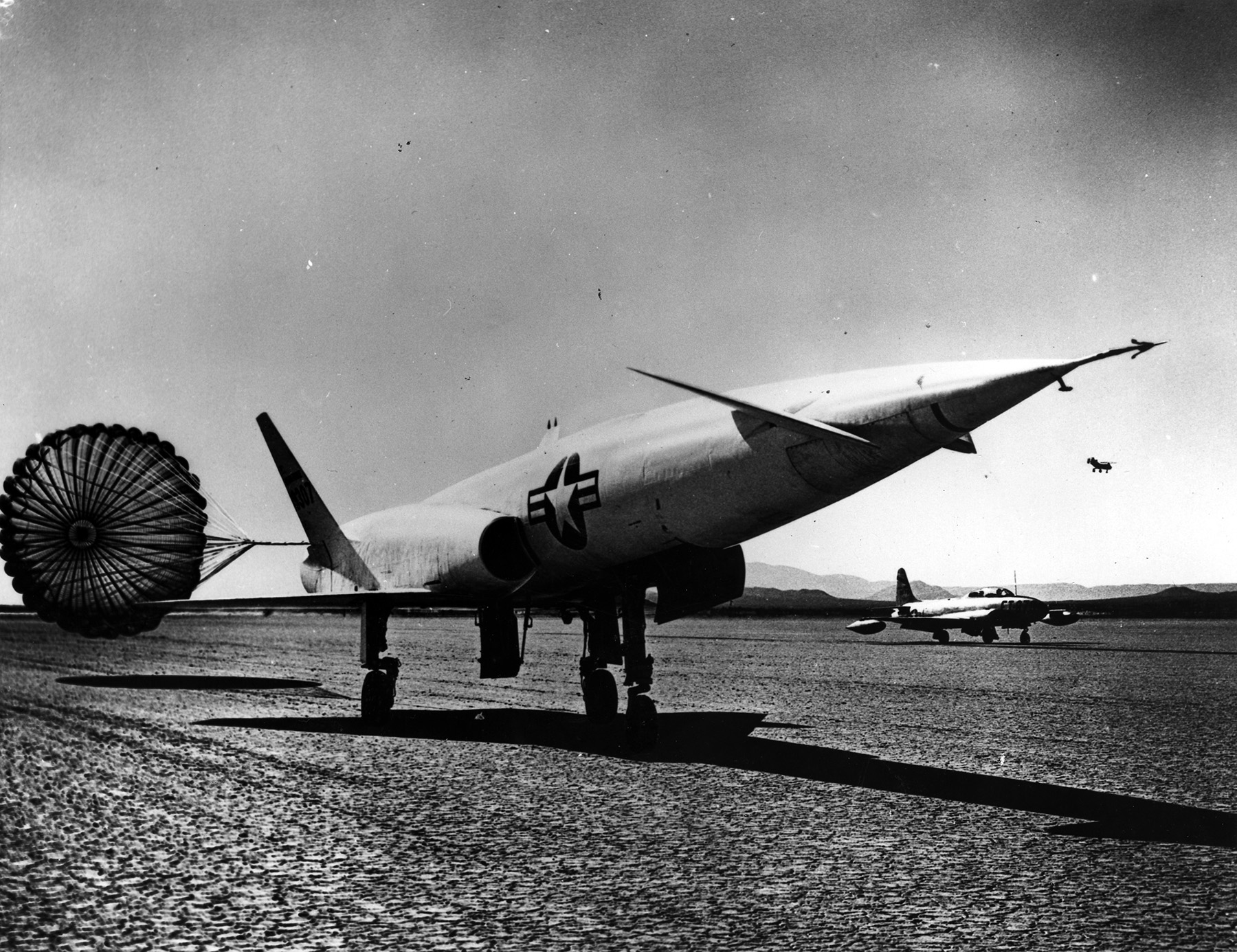
Un X-10 déployant son parachute de freinage lors de son atterrissage.

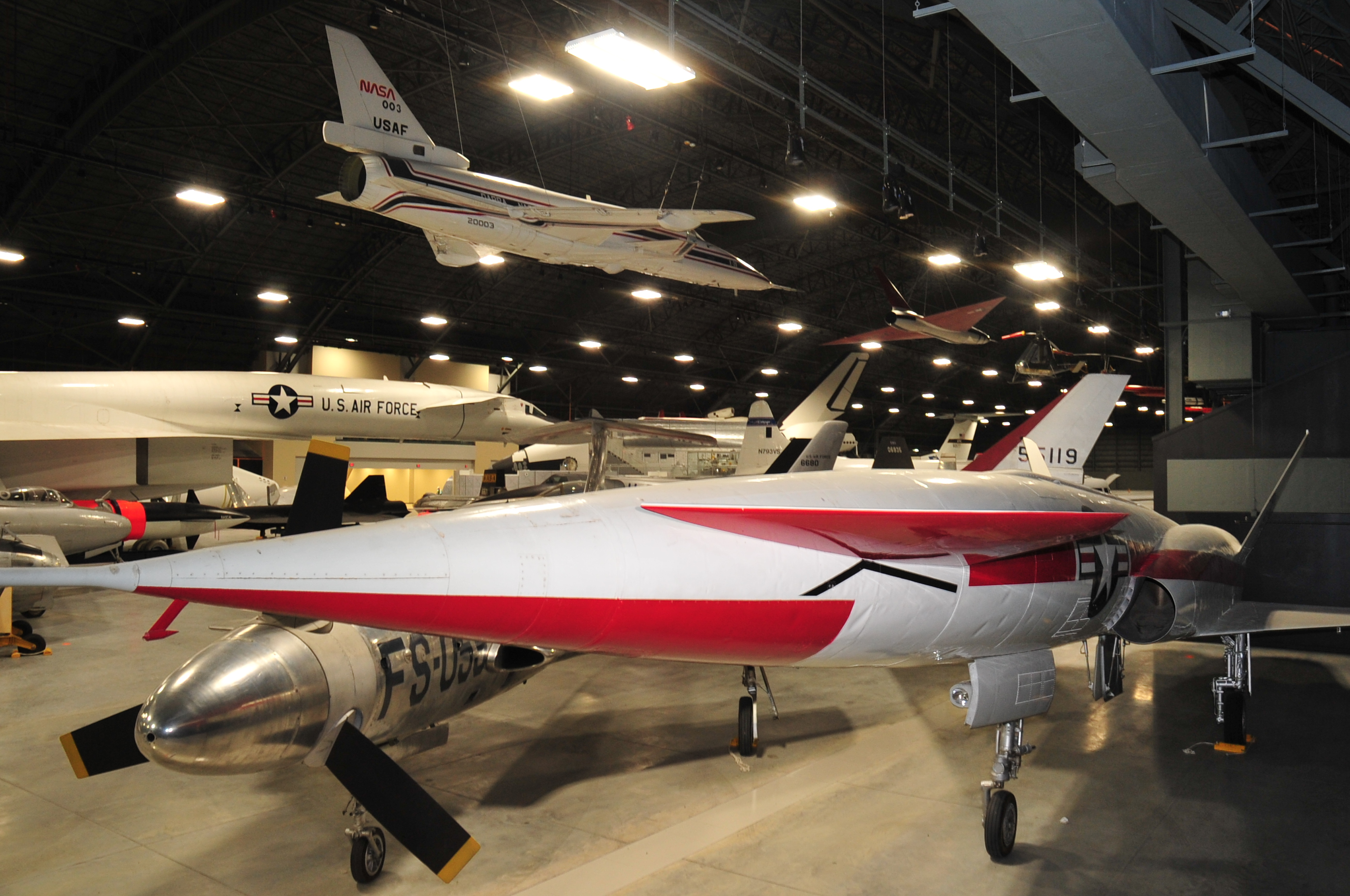
Le dernier X-10 exposé au National Museum of the United States Air Force.

Au moment de sa mise en service, le X-10 est l'un des appareils les plus rapides à avoir jamais volé. Lors du programme d'essai, mené de 1953 à 1955 depuis la base Edwards, les cinq X-10 effectuent un total de 15 vols durant lesquels ils atteignent la vitesse de Mach 1,84 et l'altitude de 12 500 m. À l'époque ces performances ne sont égalées que par le YF-104. Lors des vols d'essais quatre des cinq X-10 livrés sont détruits : l'un en vol, l'autre au décollage et les deux restants lors de sorties de piste à l'atterrissage.
En 1955, le programme est transféré au centre d'essai de Cape Canaveral qui reçoit une nouvelle série de X-10 afin d'effectuer des tests avancés sur le fonctionnement du système de navigation inertielle et de la centrale N-6 à vitesse bi-sonique. Lors de cette série de vols d'essai les X-10 atteignent la vitesse  de Mach 2,05, l'altitude de 15 000 m parcourant jusqu'à 1 000 km mais deux appareils sont gravement endommagés à l'atterrissage et sont donc retirés du programme.
En 1958, trois X-10 sont utilisés comme avion-cible lors du programme d'essai du nouveau missile sol-air américano-canadien CIM-10 Bomarc. Lors de ces vols, qui se déroulent au-dessus de l'île Grand Bahama, les appareils sont mis en piqué à grande vitesse afin de simuler la menace d'un missile balistique en phase de rentrée. Il est prévu que le Bomarc soit détruit avant l'impact afin de pouvoir réutiliser l'avion-cible pour d'autres essais, mais aucun appareil n'a survécu a son premier vol : deux X-10 sont détruits à l'atterrissage et le troisième est contraint de s'abîmer en mer à la suite de problèmes mécaniques.

## Postérité
Le seul X-10 encore exposé (serial 51-9307) est le premier appareil à avoir pris l'air. Il a été cédé au National Museum of the United States Air Force sur la base aérienne de Wright-Patterson en 1957, à la fin des essais menés sur la base Edwards, et est depuis exposé dans le hall consacré à la Recherche et au développement.

### Développements ultérieurs
- SM-64 Navaho